# Tanoanski jezici
Tanoan (Tañoan).- Porodica (Powell, 1878) indijanskih jezika i plemena s Jugozapada Sjedinjenih Država, u Novom Meksiku i Teksasu. Porodica Tanoan danas se dovodi u vezu s porodicom Kiowan u širu porodicu Kiowa-Tanoan, i vodi kao dio Velike porodice Aztec-Tanoan. Tanoan plemena imaju 'pueblo' tip kulture, stalno-naseljenih ratara, uzgajivača kukuruza koji žive u terasastim kućama izgrađenim od adoba (ćerpiča ). Tanoani su locirani u pueblima uz Rio Grande u Novom Meksiku, ali neki i u zapadnom Teksasu (Isleta del Sur i Senecú del Sur), i Hano u Arizoni. Ostali predstavnici su u Novom Meksiku.
- Northern Tanoan (Tewa): 
  - Nambe,
  - Tezuque (Tesuque),
  - San Ildefonso,
  - San Juan,
  - Santa Clara,
  - Pojoaque,
  - Hano.

- Southern Tanoan (Tano). praktično nestali.

- Tiwa:
  - Isleta,
  - Isleta del Sur (Meksikanizirani),
  - Sandia,
  - Taos,
  - Picuris.

- Towa:
  - Jemez,
  - Pecos (nestali)

- Piro:
  - Senecu,
  - Senecu del Sur (meksikanizirani).
  - Tompiro

## Vanjske poveznice
- Tañoan